# Negovan, Sofia-capitala
Negovan (în bulgară Негован) este un sat în comuna Stolicina, regiunea Sofia-capitala,  Bulgaria. 

## Demografie
Componența etnică a satului Negovan
     Bulgari (92,19%)
     Nicio identificare (6,34%)
     Altele (1,45%)
La recensământul din 2011, populația satului Negovan era de 1.576 locuitori. Din punct de vedere etnic, majoritatea locuitorilor (92,19%) erau bulgari. Pentru 6,34% din locuitori nu este cunoscută apartenența etnică.